# Johann Fuchs (Baumeister)
Johann Fuchs (auch: Janez Nepomuk Fuchs, * 1727 in Neiss (= Neisse?), Schlesien; † 9. Mai 1804 in Marburg an der Drau) war untersteirischer Kirchenbaumeister, neben Josef Hueber der Hauptvertreter des „steirischen Barocks“ im 3. Viertel des 18. Jahrhunderts.

## Biografie
Fuchs kam Anfang der 1750er Jahre als Angestellter des Architekten Josef Hoffer nach Marburg. Nach Hoffers Tod heiratete er dessen Witwe Barbara, übernahm die wohlbekannte Werkstatt und wurde bald reich.
Er ist bekannt für seine ovalen Grundrisse (Marburg an der Drau, Pregrada). Seine Architektur zählt wesentlich zum Spätbarock, in seiner Spätzeit sind klassizistische Einflüsse offenkundig auszumachen.

## Bauten (auch zugeschriebene)
- Pfarrkirche zum Hl. Ägydius[1] in Hollenegg (Steiermark) (1750)
- Turm der Kirche in Gleinstätten (1751)
- Pfarrkirche in Ehrenhausen[2] (1751–1754)
- Kirche in Sankt Johann im Saggautal[3] (1750–1758)
- Wallfahrtskirche Mariä Himmelfahrt am Frauenberg[4] bei Leibnitz (1760), Wölbung des Kirchenraumes und Apsisgestaltung
- Sakristei St. Josef[5] in Marburg (1764)
- Kirche in Kostrivnica (1766–1768.)
- Wallfahrtskirche Mariä Himmelfahrt am Frauenberg[6] bei Leibnitz (1766), Barockisierung
- Jesuitenkirche St. Alois[7][8] und Hauptplatz in Marburg an der Drau (1767–1769/70)
- Kirche Mariä Himmelfahrt[9] Vurberk, Spodnji Duplek bei Pettau (1773)
- Die barocke Kirche in Selnica ob der Drau (1773)
- Kirche St. Nikolaus in Vurberk[10] (Entwurf 1772, Bau 1773–1776)
- Wieskirche und Pfarrhof in Wies[11] (1774–1782, Pfarrhof wohl erst 1798, als die Wieskirche zur Pfarrkirche erhoben wurde)
- Spitalskirche Hl. Geist[12] in Gurkfeld (1770–1777)
- Kirche St. Patricius[13] in Hollenegg (Steiermark) (1777)
- Kirche St. Jakobus in Nestelbach bei Graz (1779)
- Pfarrhof St. Georg in Cilli (1780)
- Kirche St. Laurenz:[14] in Rann an der Save (Brežice, Slowenien)(1781–1782)
- Kirche St. Martina die Höflinge (1782).
- Marienkirche und Pfarrhof Maria Schnee in Unterwelk (Zgornja Velka)[15] bei Šentilj (1789–1791)
- Maierhof – Racerhof in Maribor (1798)
- Pfarrkirche Mariä Himmelfahrt der Jungfrau Maria in Pregrada (Entwurf 1790, durchgeführt 1803 bis 1818)

mit unsicherem Datum
- Umbau des Schlosses in Zajezda (in den 1770er oder 1780er Jahren), eines seiner wenigen Profanbauten, wahrscheinlich veranlasst durch Erzbischof Adam Patachich de Zajezda.
- Župna crkva Sv. Ladislava u Pokupskom --- tekst u katalogu izložbe „Pokupsko 1991“ ---